# Central Highlands Council
Central Highlands Council is een Local Government Area (LGA) in Australië in de staat Tasmanië. Central Highlands Council telt 2.315 inwoners. De hoofdplaats is Hamilton.